# Bernarr Macfadden
Bernarr Macfadden (nascido Bernard Adolphus McFadden, 16 de agosto de 1868 - 12 de outubro de 1955) foi um defensor americano da cultura física, uma combinação de musculação com teorias nutricionais e de saúde. Ele fundou a antiga editora de revistas Macfadden Publications. Ele foi o antecessor de Charles Atlas e Jack LaLanne; juntos, eles moldaram a tendência cultural americana de "obsessão por dieta, saúde e fitness". No entanto, o próprio Macfadden achou melhor "viver uma vida saudável e racional e esquecer o corpo o máximo possível".

## Vida
Nascido em Mill Spring, Missouri, Macfadden mudou seu nome e sobrenome para dar a eles uma aparência maior de força. Ele achava que "Bernarr" soava como o rugido de um leão, e que "Macfadden" era uma grafia mais masculina de seu sobrenome.
Quando criança, Macfadden era fraco e doente. Depois de ficar órfão aos 11 anos, ele foi colocado com um agricultor e começou a trabalhar na fazenda. O trabalho árduo e a comida saudável na fazenda o transformaram em um menino forte e em forma. Quando ele tinha 13 anos, no entanto, mudou-se para St. Louis, Missouri e conseguiu um emprego de escritório. Rapidamente sua saúde reverteu novamente e aos 16 anos ele se descreveu como um "naufrágio físico". Ele começou a se exercitar novamente com halteres, caminhando até 10 quilômetros por dia com um peso de chumbo na roupa, e se tornou vegetariano. Ele rapidamente recuperou sua saúde anterior.

## Publicação e Redação
Macfadden fundou a revista Physical Culture em 1899 e foi editor até a edição de agosto de 1912. Ajudado pelo editor supervisor de longa data Fulton Oursler, Macfadden acabou criando um império editorial, incluindo Liberty, True Detective, True Story, True Romances, Dream World, Ghost Stories, a antiga revista de filmes Photoplay e o tablóide The New Gráfico da noite de York. As revistas de Macfadden incluíam SPORT, uma revista de esportes proeminente antes da Sports Illustrated da Time Inc..

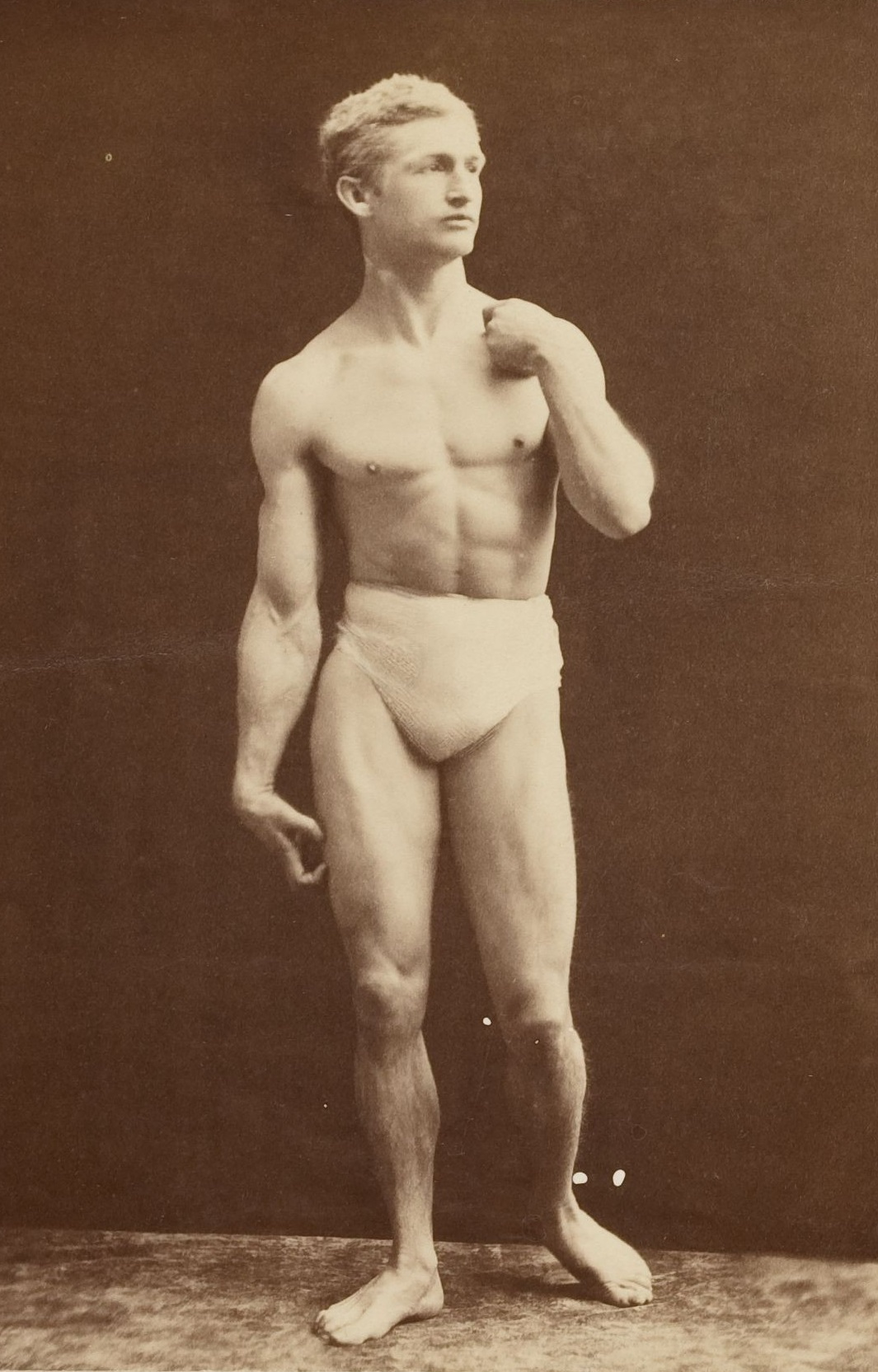
Bernarr Macfadden em 1905.

Ghost Stories foi um aceno na direção do campo de rápido crescimento das revistas pulp, embora fosse uma revista de tamanho grande que preservou o estilo confessional de Macfadden para a maioria de suas histórias. Em 1928, Macfadden fez movimentos mais abertos para as polpas com, por exemplo, Red Blooded Stories (1928-29), Flying Stories (1928-29) e Tales of Danger and Daring (1929). Todos estes foram mal sucedidos. Em 1929, Macfadden subscreveu a cadeia de celulose de Harold Hersey, a Good Story Magazine Company. Títulos de Macfadden como Ghost Stories e Flying Stories continuaram como publicações Good Story. Outros pulps Macfadden pretendidos, como Thrills of the Jungle (1929) e Love and War Stories (1930), originaram-se como revistas Good Story. Em 1931, Macfadden comprou os ativos dos editores da revista Mackinnon-Fly, que lhe deram a pioneira pasta de ficção científica Amazing Stories e vários outros títulos; eles foram publicados sob o selo Teck Publications. Isso aparentemente tornou Good Story dispensável e o apoio financeiro foi retirado quase imediatamente. Os títulos da Teck duraram sob o controle de Macfadden até serem vendidos no final dos anos 30, após o que Macfadden estava ausente do campo de celulose.
Macfadden também contribuiu para muitos artigos e livros, incluindo The Virile Powers of Superb Manhood (1900), MacFadden's Encyclopedia of Physical Culture (1911-1912), Fasting for Health (1923) e The Milk Diet (1923).

## Defensor da Saúde
Macfadden popularizou a prática do jejum que anteriormente estava associada a doenças como anorexia nervosa.[7] Ele sentiu fortemente que o jejum era um dos caminhos mais seguros para a saúde física. Muitos de seus sujeitos jejuavam por uma semana para rejuvenescer seu corpo. Ele alegou que "uma pessoa pode exercer controle não qualificado sobre praticamente todos os tipos de doença, revelando um grau de força e resistência que envergonharia os outros" através do jejum. Ele via o jejum como um instrumento para provar a superioridade de um homem sobre outros homens.
Macfadden tirou fotos de si mesmo antes e depois dos jejuns para demonstrar seus efeitos positivos no corpo. Por exemplo, uma fotografia mostrou Macfadden levantando um haltere de 100 libras sobre a cabeça imediatamente após um jejum de sete dias. Macfadden reconheceu as dificuldades do jejum e não o apoiou como uma prática ascética, mas sim porque acreditava que seus benefícios finais superavam seus custos.
Ele se opunha particularmente ao consumo de pão branco, que ele chamava de "bastão da morte".
Macfadden estabeleceu muitos "healthatoriums" nos estados do leste e centro-oeste. Essas instituições ofereciam programas educacionais como "A Escola de Treinamento em Cultura Física". Embora tenha conquistado sua reputação pela cultura física e pela boa forma física, ganhou muita notoriedade por suas opiniões sobre o comportamento sexual. Ele via a relação sexual como uma atividade saudável e não apenas procriativa; essa era uma atitude diferente da que a maioria dos médicos tinha na época. Ele também tentou fundar uma "Cidade de Cultura Física" em Monroe Township, Condado de Middlesex, Nova Jersey, que dobrou depois de alguns anos e se tornou o bairro de cabanas de férias e, mais tarde, o desenvolvimento suburbano de Outcalt.
Apelidado de "Body Love Macfadden" pela Time - um apelido que ele detestava - ele foi rotulado de "maluco" e charlatão por muitos, preso por acusações de obscenidade e denunciado pelo estabelecimento médico. Ao longo de sua vida, ele fez campanha incansável contra os "traficantes de pílulas", alimentos processados e pudor.
Macfadden fez uma tentativa frustrada de fundar uma religião, o "cosmotarismo", baseado na cultura física. Ele alegou que seu regime lhe permitiria atingir a idade de 150 anos.

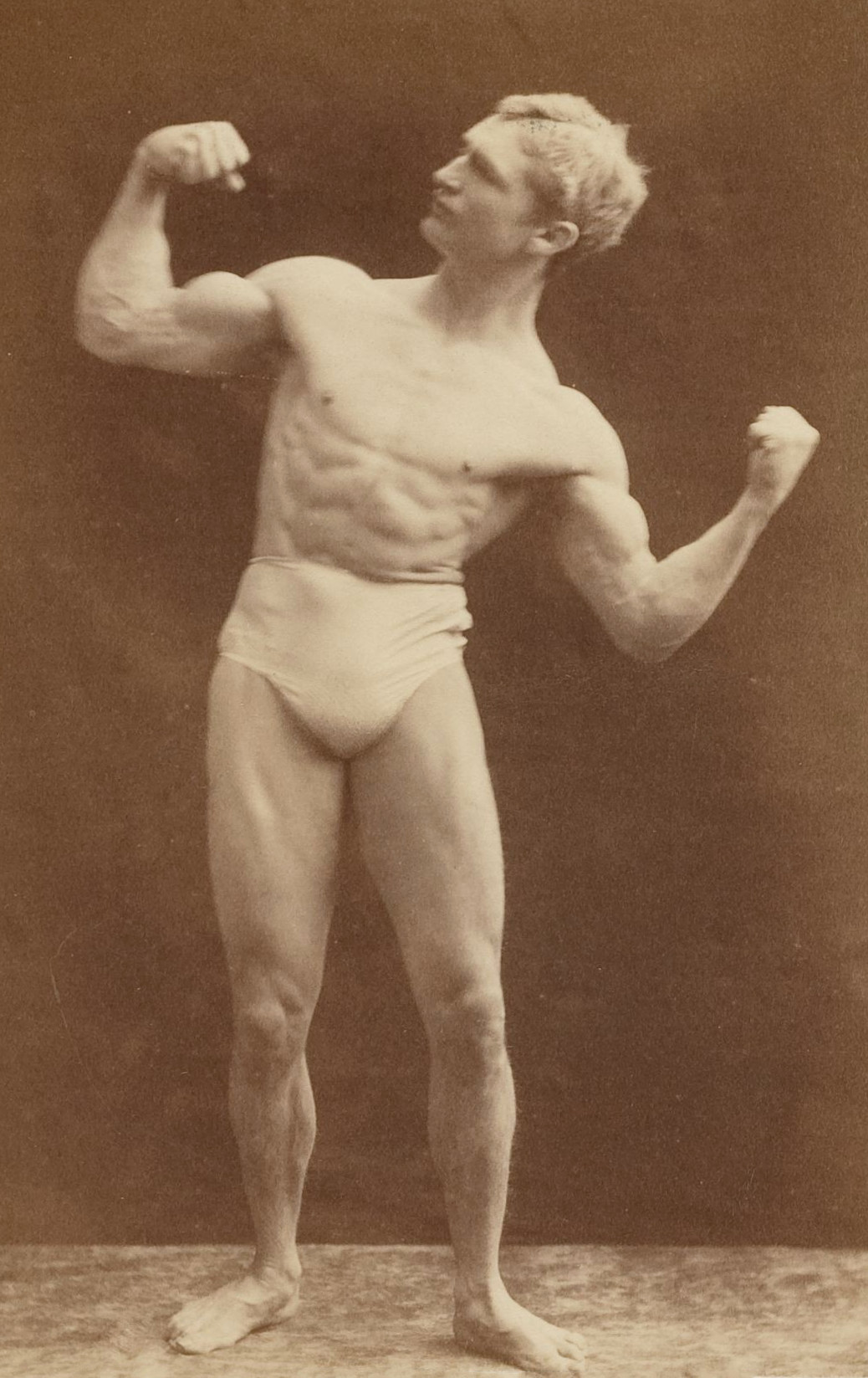
c. 1905
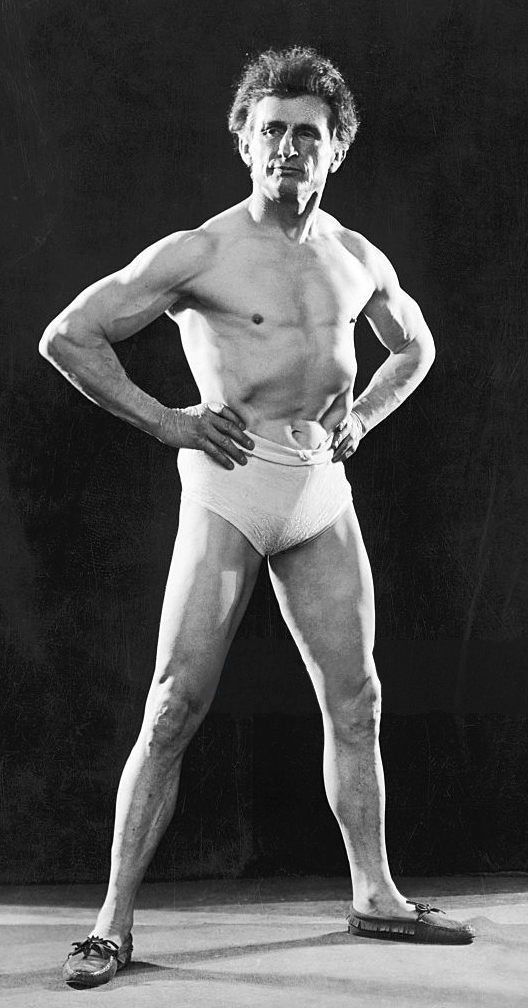
C. 1923

## Vida Pessoal
Macfadden foi casado quatro vezes e teve oito filhos, sete dos quais começaram com a letra "B". Seu filho Jack apareceu no programa You Bet Your Life de Groucho Marx (31 de dezembro de 1953) e falou sobre seu pai, então com 84 anos.
Ele conheceu sua terceira esposa, Mary Williamson Macfadden, na Inglaterra, quando ela ganhou um concurso "para o espécime mais perfeito da feminilidade inglesa", patrocinado por Macfadden; ela foi uma nadadora britânica campeã. O casal teve oito filhos: Helen, Byrne, Byrnece, Beulah, Beverly, Brewster, Berwyn e Braunda. Bernarr e Mary se separaram em 1932 e se divorciaram em 1946.
Macfadden tinha ambições para um cargo político. Ele procurou a eleição como prefeito da cidade de Nova York, senador dos EUA pela Flórida, e até presidente dos EUA.
Dois dos filhos de Macfadden morreram por falta de cuidados médicos, pois Macfadden via todos os médicos como charlatões. Quando uma de suas filhas morreu de um problema cardíaco, ele comentou: "É melhor que ela tenha ido; ela só teria me desgraçado."

## Morte e Legado
Macfadden morreu em 1955 após recusar tratamento médico para um distúrbio digestivo. Ele está enterrado no Cemitério Woodlawn no Bronx, Nova York. Após sua morte, Edward Longstreet Bodin tornou-se o presidente da Fundação Bernarr Macfadden.